# La Galissonnière (D638)
Pour les articles homonymes, voir La Galissonnière.
 (août 2012).
Le La Galissonnière (indicatif visuel D638) est un escorteur d'escadre de la Marine française qui servit comme escorteur spécialisé dans la lutte anti-sous-marine de 1962 à 1990. Il est la seule unité de la classe T 56, issue des escorteurs d'escadre des classes T 47 et T 53.
Il portait le nom de l'amiral français Rolland-Michel Barrin, comte de La Galissonnière (1693-1756) qui fut gouverneur de la Nouvelle-France.
Dans un premier temps, le nom de "Valbelle" aurait été envisagé pour cette unité[réf. nécessaire].

## Conception
Ultime évolution de la série des escorteurs d'escadre, il fut le premier bâtiment de combat capable de mettre en œuvre le nouveau système d'armes français de lutte anti-sous-marine Malafon et utilisant des senseurs de détection acoustique à basses fréquences (~5 kHz) et remorqués, à immersion variable ("VDS").
Le La Galissonnière a donc préfiguré les bâtiments qui l'ont suivi, à savoir les versions "refondues" des T47/T53 ASM des années 1970 et les corvettes/frégates ASM, telles que l'Aconit (D609) puis la classe Tourville.

## Systèmes d'armes embarqués
Outre les calculateurs de pointage, liés aux sonars, le système Malafon comprenait une rampe de lancement et une soute contenant 13 missiles, guidés par radar durant leur vol. L'engin aérien (planeur en fin de trajectoire) larguait, à proximité du sous-marin but, une torpille à autodirecteur.
En complément du système Malafon, le La Galissonnière disposait de six tubes lance-torpilles (groupés sur deux plateformes triples) alimentés par quatre valises contenant chacune trois torpilles et d'un mortier quadruple de 305 mm à chargement automatique.
Pour la lutte anti-sous-marine, le mortier lançait des projectiles ASM de 230 kg, d'une portée d'action allant de 400 à 3000 mètres. Le mortier avait aussi une capacité de tir contre la terre ; les projectiles correspondants étaient plus légers (100 kg) mais l'arme portait plus loin (>6000 m).
Le La Galissonnière disposait d'une plate-forme hélicoptère formant un hangar par repliement, et permettant d'embarquer, d'abord un hélicoptère Alouette II puis une Alouette III.
Pour la lutte au dessus de la surface il était aussi doté de canons automatiques de 100 mm de modèle 1953 de Creusot-Loire.

## Détection

### Détection sous-marine (acoustique)

#### Initialement (durant expérimentations)
- 1 sonar en bulbe d'étrave, sur transducteur SQS 503 : sonar M.F.[7],[8],[9] panoramique de veille et de recherche ; fournit des éléments but au Malafon[10]
- 1 sonar DUBA-3 en dôme ("hissable") MCS3B, sur transducteur TOP-9 M.F.[11],[12] : sonar d'attaque, adapté aux armes ASM à courte portée, torpilles, mortier ; indique l'immersion du but
- 1 sonar SQS 503 en dôme ("hissable") MCS4A, identique à celui monté dans le bulbe d'étrave
- 1 sonar remorqué, à immersion variable[13] AN/SQS/10[14], afin de travailler dans une région isotherme de la mer, offrant les meilleures conditions de propagation des rayons ultrasonores.

Vingt fois plus puissant que les sonars classiques (HF = haute fréquence) des escorteurs alors en service, le sonar panoramique SQS-503 avait donc environ trois fois plus de portée de détection.

#### En service opérationnel
- 1 sonar d'étrave (veille et attaque) à basses fréquences DUBV-23[15]
- 1 sonar remorqué, à immersion variable (veille et attaque) à basses fréquences DUBV-43[15]

### Détection au dessus de la surface (électromagnétique)
- 1 radar de veille combinée Air-Surface DRBV 22A
- 1 radar de veille surface et navigation DRBV 50
- 1 radar de conduite de tir (artillerie) DRBC 32A
- 1 radar de navigation DRBN 32
- 1 balise Tacan (SRN 6).

## Historique
Durant ses sept premières années de service, le La Galissonnière fut essentiellement utilisé pour tester de nouveaux types de sonars, en particulier les sonars remorqués à immersion variable.
Il servit  en Méditerranée, en Atlantique puis dans l'océan Indien. À partir de 1983, il servit (entre autres) à la protection et à la sûreté des déploiements des sous-marins nucléaires lanceurs d'engins (SNLE).
Désarmé le 20 avril 1990, sous le no Q 682, il fut d'abord utilisé comme brise-lames pour l'École navale à la base d'aéronautique navale de Lanvéoc-Poulmic. La coque fut transférée en 2006 au cimetière de Landévennec. Le 21 mai 2015, le La Galissonnière a quitté les lieux pour le port de Brest, pour être préparé à son transfert qui a eu lieu le 12 juin 2015, vers le chantier de Gand, en Belgique, afin d'y être démantelé par le groupe franco-belge Galloo.

## Navires du même nom
- Un cuirassé lancé à Brest en 1872 et désarmé en 1894,
- un croiseur de la classe La Galissonnière, lancé à Brest en 1933, sabordé à Toulon en 1942.

### Sources
- (pl) Cet article est partiellement ou en totalité issu de l’article de Wikipédia en polonais intitulé « La Galissonnière (1962) » (voir la liste des auteurs).
- Jean Meyer et Martine Acerra, Histoire de la marine française : des origines à nos jours, Rennes, Ouest-France, 1994, 427 p. [détail de l’édition] (ISBN 2-7373-1129-2, BNF 35734655)
- Michel Vergé-Franceschi (dir.), Dictionnaire d'Histoire maritime, Paris, éditions Robert Laffont, coll. « Bouquins », 2002, 1508 p. (ISBN 2-221-08751-8 et 2-221-09744-0)
- Alain Boulaire, La Marine française : De la Royale de Richelieu aux missions d'aujourd'hui, Quimper, éditions Palantines, 2011, 383 p. (ISBN 978-2-35678-056-0)
- Rémi Monaque, Une histoire de la marine de guerre française, Paris, éditions Perrin, 2016, 526 p. (ISBN 978-2-262-03715-4)